# Domo de los Juegos de Asia Oriental

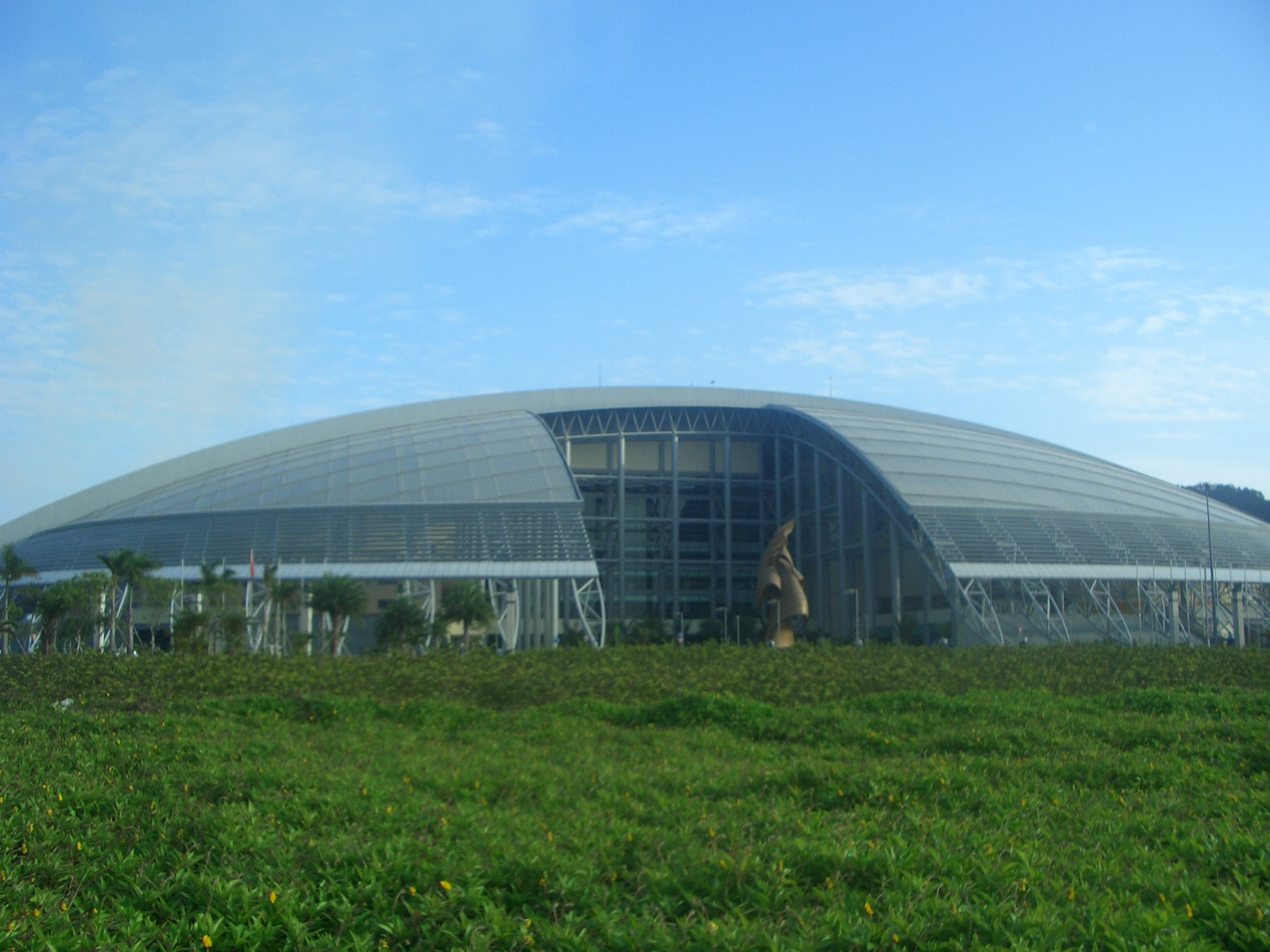
EL Domo de los Juegos de Asia Oriental

El Domo de los Juegos de Asia Oriental (chino tradicional: 澳门东亚运动会体育馆, chino simplificado: 澳门东亚运动会体育馆, pinyin: Aomen Dōngyà Yùndònghuì Tǐyùguǎn) es un pabellón deportivo situado en Zona do Aterro de Cotai, en la Región Administrativa Especial de Macao de la República Popular China.
El lugar fue uno de los lugares más importantes de los Juegos de Asia Oriental del año 2005 y en el lugar también se organizaron algunos eventos para los Juegos Asiáticos Bajo Techo del año 2007.

## Descripción
El Domo de los Juegos de Asia Orientales la mayor instalación deportiva cubierta en la ciudad. Consta de tres pisos de varios complejos deportivos multipropósito con una superficie total de 45.000 m² distribuida en dos pabellones separados, los cuales son ideales para diferentes tipos de deportes de sala y actividades bajo techo. También consta de una sala de exposiciones de gran tamaño que puede alojar hasta 2.000 personas.
- Pabellón 1: con una capacidad total para más de 7.000 personas y tiene una pista cubierta, la que es ideal para las diferentes actividades ceremoniales.

- Pabellón 2: puede acoger hasta a 2.000 personas y está diseñado con un escenario central que ofrece un cambio de configuración en forma de U, esto permite al público tener una vista perfecta del escenario, especialmente adecuado para los deportes de exhibición como la danza deportiva.

## Construcción
Su primera piedra fue colocada por el Jefe Ejecutivo del territorio, Edmund Ho el 28 de febrero de 2003.El domo fue inaugurado oficialmente en 2005.